# NGC 6567
NGC 6567 é uma nebulosa planetária na direção da constelação de Sagittarius. O objeto foi descoberto pelo astrônomo Edward Pickering em 1882, usando um telescópio refrator com abertura de 15 polegadas. Devido a sua moderada magnitude aparente (+11), é visível apenas com telescópios amadores ou com equipamentos superiores.